# Krv Kristova
Krv Kristova (lat. Sanguis Christi), često zvana i Predragocjena Krv Kristova ili Presveta Krv Kristova, u kršćanskoj se teologiji odnosi na krv koju je Isus Krist prolio na križnom putu i kasnije na križu te sakramentalnu krv prisutnu u euharistiji na svakoj svetoj misi. Krv Kristova je, uz sakramentalnu stvarnost euharistije, ujedno i relikvija, pobožnost i svetkovina Tijelova. U Katoličkoj Crkvi posvećen joj je mjesec srpanj.
Katolička Crkva, pravoslavne Crkve, orijentalne pravoslavne Crkve, Asirska Crkva istoka, luterani, zajedno s nekim anglikancima vjeruju u stvarnu prisutnost Krista u euharistiji. Katolička Crkva i pravoslavni istočni kršćani koriste se izrazom Pretvorba (transupstancijacija), za opis promjene biti kruha i vina u Tijelo i Krv Kristovu. 
Katolička Crkva uči da kruh i vino, kroz transupstancijaciju postaju Tijelo, Krv, Duša i Božanstvo Krista - drugim riječima – cijeli Krist kada je posvećena hostija.
U Ludbregu se čuva relikvija Krvi Kristove, koja potječe iz 1411. godine. Tada se dogodio, čudesan događaj pojave Presvete Krvi Kristove, o kojemu je papa Lav X., 1513. godine izdao bulu. Ampulica s Presvetom Krvi Kristovom nalazi se u župnoj crkvi Presvetog Trojstva u Ludbregu.
Pobožnost Krvi Kristovoj širili su sv. Gašpar del Bufalo (osnivač Misionara Krvi Kristove) i sv. Marija De Mattias (osnivačica Klanjateljica Krvi Kristove.